# 마디디티티
마디디티티(Callicebus aureipalatii, "aureipalatii"은 "황금궁전"이라는 의미이다.) 또는 황금궁전닷컴티티는 신세계원숭이에 속하는 티티원숭이의 일종이다. 2004년에 볼리비아 서부의 마디디 국립공원에서 발견됐다.

## 특징
마디디티티는 오렌지-갈색 털을 지니고 있으며, 황금색 도가머리와 끝이 흰 꼬리, 어두운 붉은 색 손발이 특징적이다. 다른 티티원숭이들처럼, 평생동안 일자일웅의 단혼 생활을 한다. 한 쌍은 주로 자신들의 영역을 과시하는 소리를 질러서, 경쟁하는 다른 짝들로부터 자신들의 영역을 지킨다. 흔히, 새끼들이 스스로 자신들을 지킬 수 있을 때까지는 수컷이 이들을 돌본다.

## 발견
이 종은 야생동물보호협회의 로버트 왈라스 박사에 의한 연구 탐사 조사에 의해 발견 되었다. 애니카 펠튼과 아담 펠튼 그리고 에르네스토 카세레스로 구성된 현지 탐사 팀이, 이전에 과학적으로 알려져 있지 않은 이종을 영화에 담고, 기록한 첫 번째 연구자들이었다. 왈라스 등은 자신들 팀원들의 이름을 따서 이 종의 이름을 짓기보다는, 마디디 국립공원을 보존하는 비영리 기구인 FUNDESNAP(보호지역 국가시스템 개발 국제교류재단)의 기금을 조성하기 위해 이름 짓는 권리를 경매에 부쳤다. 입찰 신청한 수십 곳 중의 하나인 황금궁전닷컴은 자신들의 이름을 따서 이 종의 이름을 짓는 데 65만 미국 달러를 지불했다.